# Gonfreville
Gonfreville é uma comuna francesa na região administrativa da Normandia, no departamento Mancha. Estende-se por uma área de 9,29 km². Em 2010 a comuna tinha 155 habitantes (densidade: 16,7 hab./km²).